# Liste des rues de Baudour
 (mai 2023).
Liste des odonymes (nom de voiries et places)  de Baudour, section de la commune de Saint-Ghislain.

## A
- rue des Agaches
Jusqu'au début des années 1950 avant les travaux du canal Nimy - Blaton - Péronnes, la rue continuait jusqu'à la gare de Tertre tout comme la rue Louis Anciaux, la liaison entre Baudour et Tertre est depuis assurée par une nouvelle rue, la rue de Tertre[1],[2].

## L
- rue Louis Anciaux
Jusqu'au début des années 1950 avant les travaux du canal Nimy - Blaton - Péronnes ont, la rue continuait jusqu'à la gare de Tertre tout comme la rue des Agaches, la liaison entre Baudour et Tertre est depuis assurée par une nouvelle rue, la rue de Tertre[1],[2].

## T
- rue de Tertre
La rue est créée au début des années 1950 lors des travaux du canal Nimy - Blaton - Péronnes, elle remplace les rues des Agaches et Louis Anciaux coupées par le nouveau canal[1],[2].